# Schloss Oberköllnbach

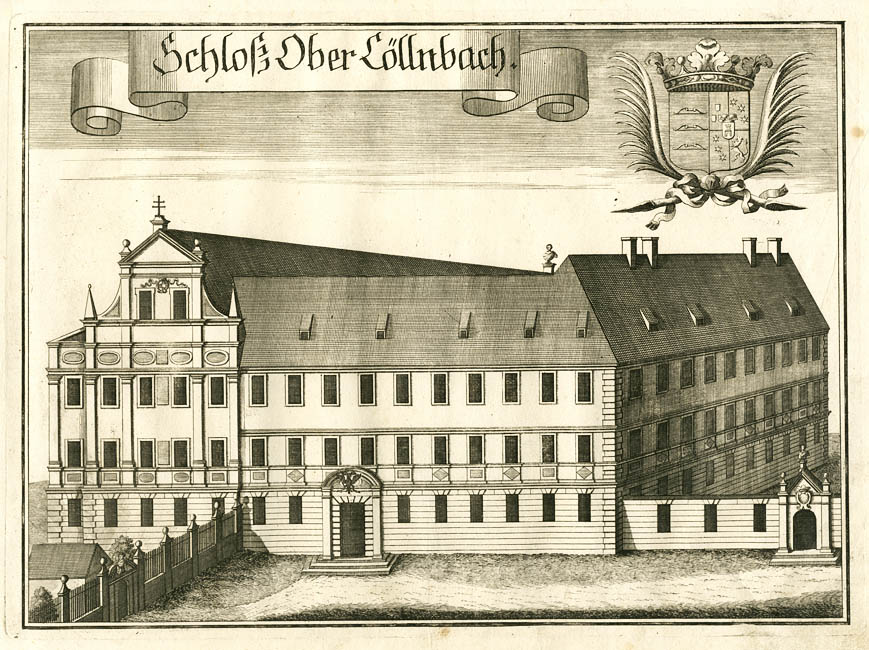
Kupferstich des Schlosses von Michael Wening (1723)

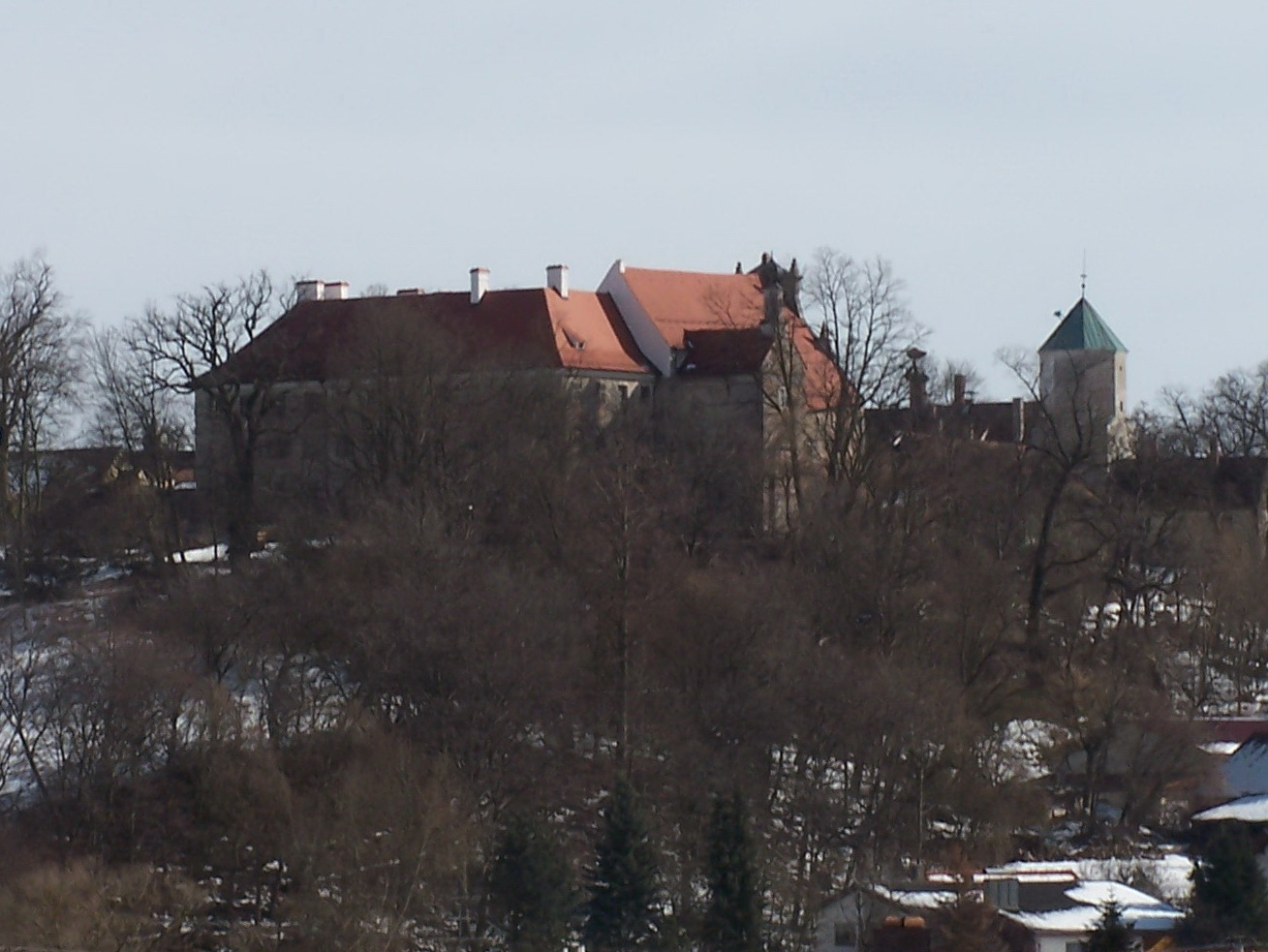
Schloss Oberköllnbach (2006)

Das Schloss Oberköllnbach (auch: Schloss Hofberg) in Oberköllnbach, einem Gemeindeteil von Postau im Landkreis Landshut, ist eine stattliche, barocke Schlossanlage auf dem sogenannten Hofberg oberhalb des Dorfes. Die Anlage wird als denkmalgeschütztes Baudenkmal unter der Aktennummer D-2-74-174-7 und ferner als Bodendenkmal unter der Aktennummer D-2-7339-0304 mit der Beschreibung „untertägige mittelalterliche und frühneuzeitliche Befunde und Funde im Bereich des Schlosses von Hofberg/Oberköllnbach mit abgegangenen Wirtschaftsgebäuden und Gartenanlagen“ geführt.

## Geschichte
Bereits in der Antike könnte anstelle des heutigen Schlosses eine römische Siedlung oder eine Villa rustica, ein römisches Landgut, gestanden haben. Gesichert gilt eine Besiedlung von Köllnbach aber erst um 500, als sich hier Bajuwaren niederließen. Im Jahr 1295 wurde eine Burg auf dem Hofberg errichtet, der Vorgängerbau der Schlossanlage. Darauf residierten jahrhundertelang die Herren von Köllnbach. Die Höhenburg wurde im Dreißigjährigen Krieg von den Schweden gebrandschatzt, sodass Franz Graf von Haunsperg um 1695 bis kurz nach 1700 eine neue Schlossanlage von Giovanni Antonio Viscardi im Barockstil errichten ließ. Der Graf erlebte die Fertigstellung seines neuen Sitzes nicht mehr mit. Seine Tochter Maria Febronia heiratete im Jahre 1700 den Grafen Leopold von Arco, sodass Oberköllnbach bis 1971 in Besitz der Grafen von Arco-Valley war.
Bis 1960 war die Schlossbrauerei Oberköllnbach eine von mehreren Brauereien im Besitz der Grafen von Arco-Valley, die zur Brauerei Graf Arco in Adldorf im Landkreis Dingolfing-Landau zusammengelegt wurden.
Am 4. Februar 2022 wurde das nördlich des Torturms gelegene Verwaltungsgebäude durch einen Brand weitgehend zerstört, wobei ein Bewohner ums Leben kam. Das Hauptgebäude blieb unversehrt.
Ende 2023 hat die Gemeinde Postau das Baudenkmal für einen symbolischen Euro gekauft.

## Beschreibung

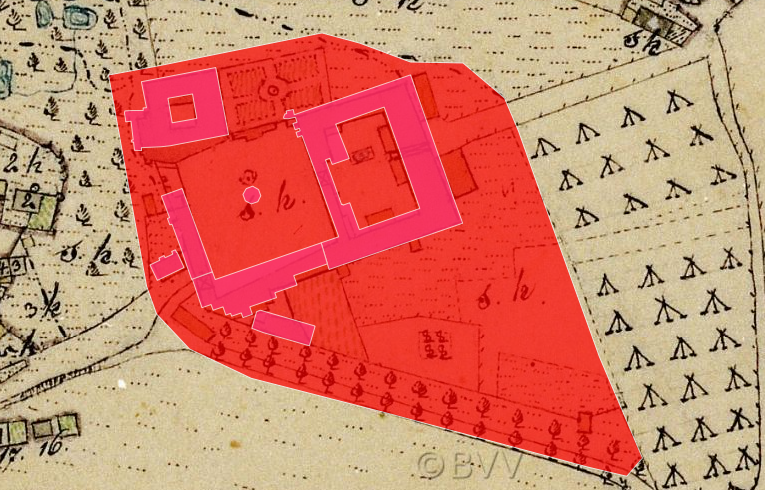
Lageplan von Schloss Oberköllnbach auf dem Urkataster von Bayern

Das Hauptgebäude ist eine dreistöckige Vierflügelanlage um einen kleinen Innenhof im Stile des Barock. Der südliche Giebel des Westflügels weist eine Rustika, Pilastergliederung und einen Schweifgiebel auf. Der Repräsentationsräume im Inneren des Schlosses sind reich mit Stuck verziert. Die gotische Schlosskapelle St. Achatius wurde um 1700 barockisiert.
Vor der westlichen Toreinfahrt befindet sich ein zweigeschossiges Verwalterhaus mit Satteldach, das wohl im Laufe des 18. Jahrhunderts erbaut wurde. Die Einfahrt in das Schlossgelände erfolgt durch einen Torbau mit Verwaltungstrakt, ebenfalls ein zweigeschossiges Satteldachgebäude, das aber der Entstehungszeit des Schlosses zuzurechnen ist. Die Durchfahrt zum Schlosshof mit einem schönen Brunnen befindet sich direkt unter dem repräsentativen Torturm.
Außerdem befinden sich auf dem Schlossgelände ehemalige Brauerei- und Ökonomiegebäude.